# 일본국 헌법 제32조
일본국 헌법 제32조(일본어: 日本国憲法第32条)은 일본국 헌법 제3장 "국민의 권리와 의무"의 조문 중 하나이다. 재판을 받을 권리에 대해 규정하고 있다.

## 조문
일본국 헌법 제32조
누구든지 재판소에서 재판을 받을 권리를 빼앗기지 아니한다.

## 해설
재판권을 보장하고 있는 규정이다. 그러나 재판소법 규정에 따라 중복기소의 금지(이미 기소된 사건에 대하여 당사자는 재차 소(訴)를 제기할 수 없다는 원칙) 등 일부 제약이 있다.